# Ethel Merman
Ethel Merman (Nueva York, 16 de enero de 1908 - Ibidem, 15 de febrero de 1984) fue una actriz y cantante estadounidense, famosa principalmente por sus actuaciones en musicales, donde fue conocida como "la indiscutible primera dama del musical".

## Biografía

### Inicios
Su verdadero nombre era Ethel Agnes Zimmermann, nació en casa de su abuela materna en el 359 de la 6ª Avenida, en el barrio de Astoria (Queens), en Nueva York. Su padre, Edward Zimmermann, era contable, y su madre, Agnes Gardner, maestra. El padre de Merman era de origen alemán y luterano, y su madre de origen escocés y presbiteriana; ella fue bautizada episcopaliana. Solía permanecer fuera de los estudios Famous Players-Lasky esperando a ver a su estrella favorita de Broadway, Alice Brady. A Ethel le encantaba cantar canciones como "By the Light of the Silvery Moon" y "Alexander's Ragtime Band" mientras su padre la acompañaba al piano y la flauta.

### Estilo interpretativo
Merman era conocida por su poderosa voz de mezzo-soprano, su precisa vocalización y tono. Debido a que los cantantes no usaban micrófonos cuando empezó a actuar profesionalmente, tuvo una gran ventaja en el mundo del espectáculo, pese al hecho de no haber recibido jamás lecciones de canto. 
De hecho, la tradición decía que George Gershwin le aconsejó que no tomara nunca lecciones de canto tras verla en Girl Crazy. Stephen Sondheim, que escribió la letra para Gypsy: A Musical Fable, recordaba que ella actuaba "mecánicamente" al poco tiempo.."

### Carrera

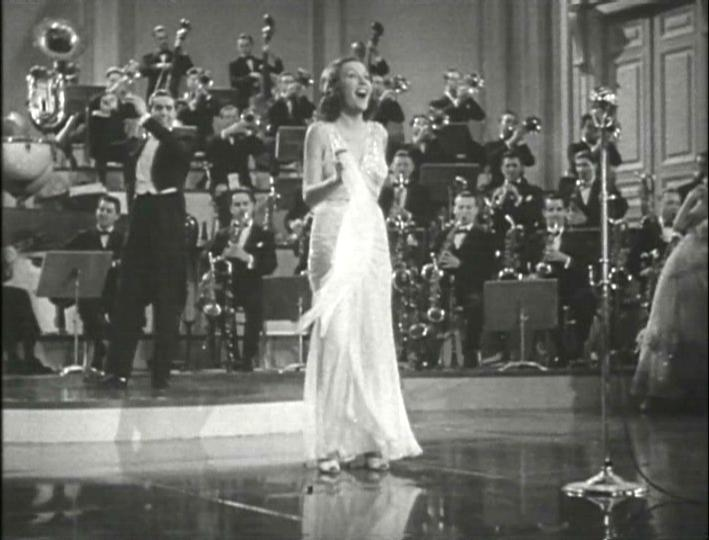
Ethel Merman con Tyrone Power en Alexander's Ragtime Band (1938).

Merman empezó a cantar mientras trabajaba como secretaria para la Vacuum Brake Company en Queens. Finalmente se hizo artista de vodevil y actuó en el Teatro Palace de Nueva York. En 1930 ya trabajaba en Girl Crazy, un musical con canciones de George y Ira Gershwin, en el cual también participaba una jovencísima Ginger Rogers (con 19 años). Aunque era la tercera en los carteles, su interpretación de "I Got Rhythm" era popular y, a finales de los años treinta, ya era la primera dama de la escena musical de Broadway. Muchos la consideran la artista más importante de los musicales de Broadway en el siglo XX gracias a su interpretación de "There's No Business Like Show Business" en la obra Annie Get Your Gun.
Merman protagonizó cinco musicales de Cole Porter, entre ellos Anything Goes en 1934, donde interpretaba "I Get a Kick Out of You", "Blow Gabriel Blow", y la canción principal. Su siguiente musical con Porter fue Red, Hot and Blue, en el cual trabajaba junto a Bob Hope y Jimmy Durante e interpretaba "It's Delovely" y "Down in the Depths". En la obra de 1939 DuBarry Was a Lady, Porter dio a Merman la oportunidad de cantar un dueto con Bert Lahr, "Friendship". Como "You're the Top" en Anything Goes, estos duetos fueron característicos de ella. Las letras de Porter también destacaban el talento cómico de la cantante, como en Panama Hattie ("Let's Be  Buddies", "I've Still Got My Health"), y en Something for the Boys ("By the Mississinewah", "Hey Good Lookin'").
Irving Berlin también escribió memorables duetos interpretados por Merman, tales como "An Old-Fashioned Wedding" con Bruce Yarnell, escrita para la versión de 1966 de Annie Get Your Gun, y "You're Just in Love" con Russell Nype en la obra Call Me Madam. Merman ganó en 1951 el Tony a la mejor actriz por su trabajo como Sally  Adams  en Call Me Madam. Ella retomó el papel en la versión cinematográfica de Walter Lang.

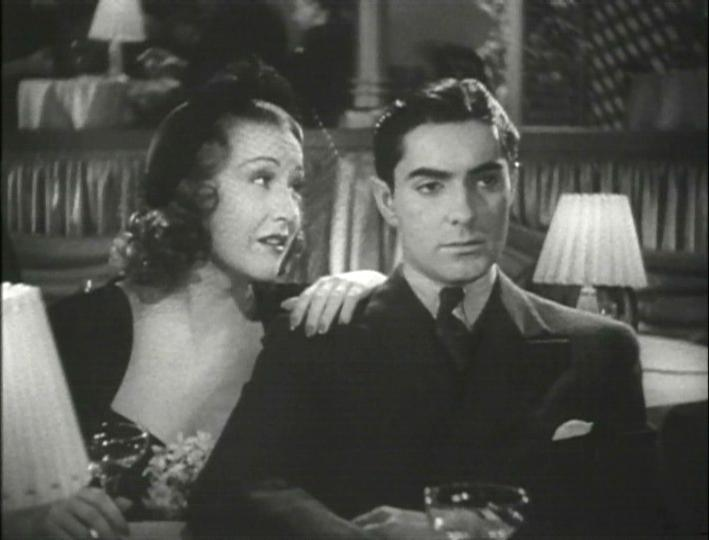
Ethel Merman con Tyrone Power en Alexander's Ragtime Band (1938).

Quizás el trabajo más prestigiado de Merman fue el de madre de Gypsy Rose Lee en Gypsy: A Musical Fable. Merman interpretó Everything's Coming Up Roses y Some People, finalizando la función con Rose's Turn. La crítica y el público calificaron su trabajo como Madame Rose como la interpretación de su vida. Sin embargo, en la versión cinematográfica el papel fue interpretado por Rosalind Russell, algo que contrarió a Merman, que decidió llevar de gira a la obra.

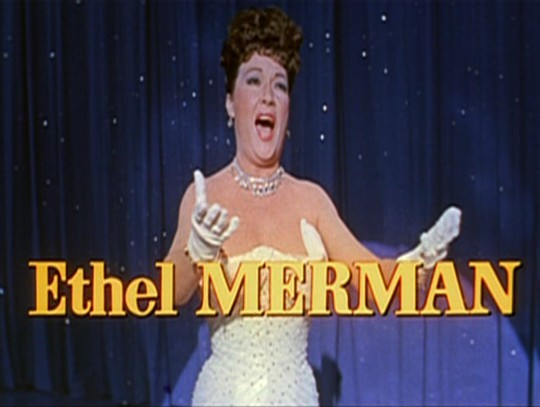
Escena de There's No Business Like Show Business (1954).

Merman perdió el Tony frente a Mary Martin, que interpretaba a Maria en The Sound of Music. A pesar de la competitividad entre ellas, Merman y Martin eran amigas y trabajaron en un especial musical televisivo y, en 1977, en el concierto "Ethel Merman and Mary Martin, Together on Broadway" en el Teatro Broadway de Nueva York.
Merman se retiró de Broadway en 1970, tras actuar en Hello, Dolly!, un espectáculo inicialmente escrito para ella. Tras ello actuó en especiales televisivos y en el cine. 
Aunque interpretó sus papeles teatrales en las películas Anything Goes y Call Me Madam, los ejecutivos cinematográficos no la seleccionaron para los filmes Annie Get Your Gun y Gypsy. Algunos críticos sostienen que la razón por la que perdió esos papeles fue que su personalidad teatral no encajaba bien en la pantalla. Otros, sin embargo, dicen que tras su conducta en el plató de la película de 20th Century Fox There's No Business Like Show Business, Jack Warner se negó a que ella trabajara en sus películas, lo cual la excluyó de intervenir en Gypsy, aunque otras fuentes creen que el marido y agente de Rosalind Russell, Frederick Brisson, negoció los derechos de Merman para su mujer. A pesar de ello, Stanley Kramer decidió que interpretara a la suegra del personaje de Milton Berle en el film El mundo está loco, loco, loco.
El último papel de Merman fue una autoparodia en la comedia Airplane!. Además, en 1979 grabó el disco The Ethel Merman Disco Album.

### Vida personal

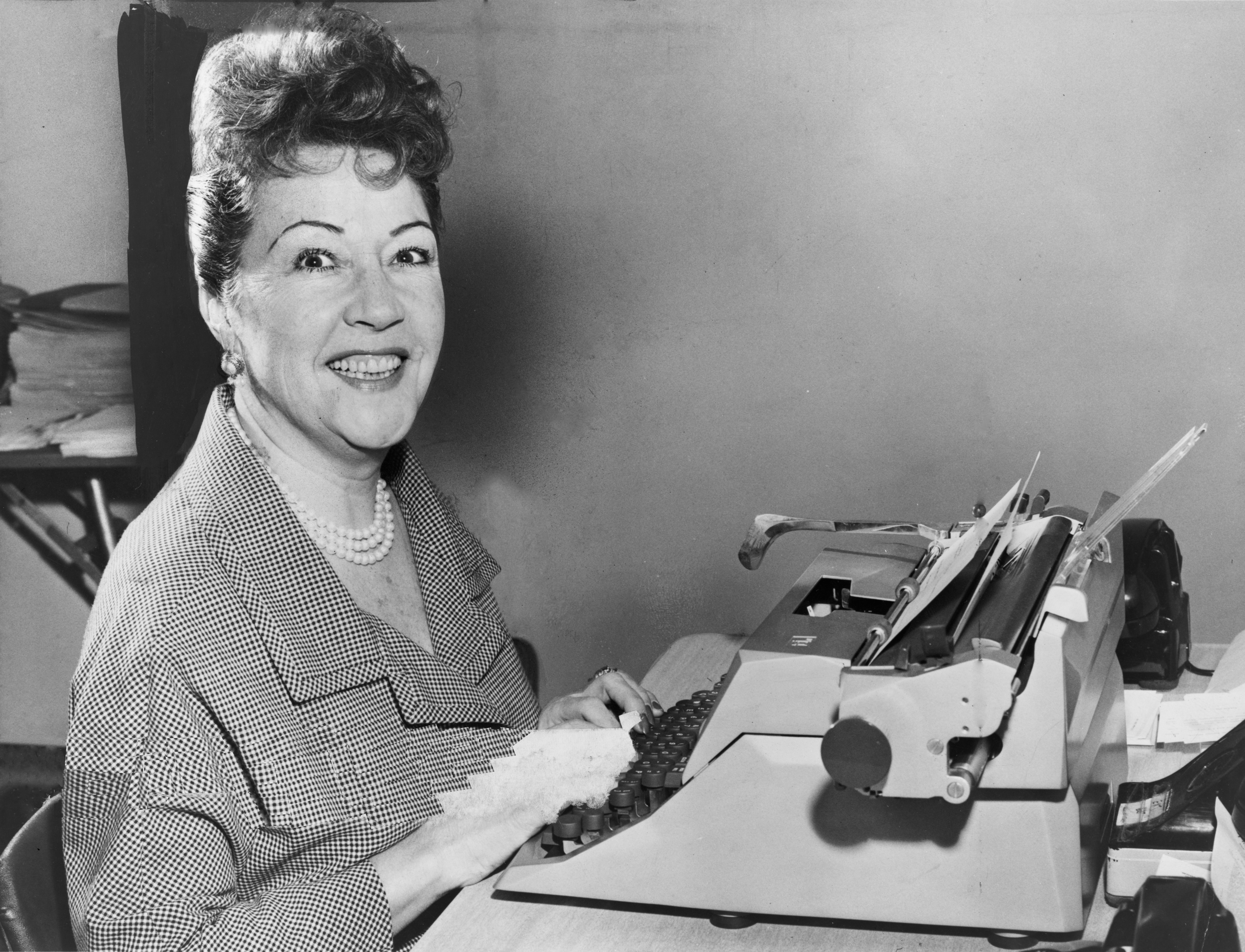
Ethel Merman en 1953. Fotografía de Walter Albertin.

Merman se casó y divorció cuatro veces con:
1. Bill Smith, agente teatral (1940 - 1941)
2. Robert Levitt, ejecutivo de un periódico (1941 - 1952)
3. Robert Six, ejecutivo de una línea aérea (1953 – 1960)
4. Ernest Borgnine, actor, en 1964. Merman solicitó el divorcio a los 32 días.

Con Levitt, Merman tuvo dos hijos: Ethel (nacida el 20 de julio de 1942). y Robert Jr. (11 de agosto de 1945). 
Merman colaboró en dos libros de memorias, Who Could Ask for Anything More en 1955 y Merman en 1978.

### Fallecimiento
A Merman se le diagnosticó un glioblastoma (tumor cerebral maligno) y se sometió a cirugía cerebral en abril de 1983. El tumor había producido metástasis y en febrero de 1984 falleció.

## Muestras en audio de Ethel Merman
Cortesía de National Public Radio
Se requiere Windows Media Player
- Ethel Merman con Jimmy Durante "You Say the Nicest Things"
- Ethel Merman canta: "The World is Your Balloon"
- Ethel Merman canta: "Diamonds Are A Girl's Best Friend"

## Actuaciones teatrales
- Girl Crazy (1930)

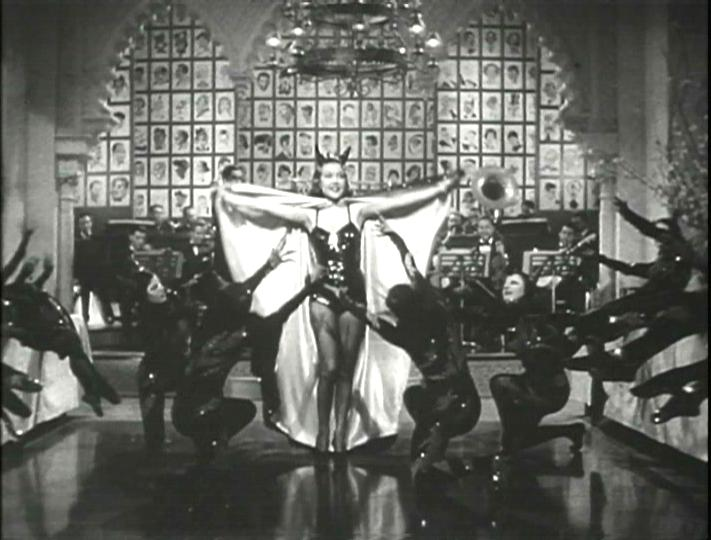
Ethel Merman en Alexander's Ragtime Band (1938).

- George White's Scandals of 1931 (1931)
- Take a Chance (1932)
- Anything Goes (1934)
- Red, Hot and Blue (1936)
- Stars In Your Eyes (1939)
- DuBarry Was a Lady (1939)
- Panama Hattie (1940)
- Something for the Boys (1943)
- Sadie Thompson (1944) (reemplazada por June Havoc)
- Annie Get Your Gun (1946)
- Call Me Madam (1950)
- Happy Hunting (1956)
- Gypsy: A Musical Fable (1959)
- Annie Get Your Gun (1966) (reposición)
- Hello, Dolly! (1970)
- Mary Martin & Ethel Merman: Together On Broadway (1977)

## Filmografía
- Follow the Leader (1930)
- Let Me Call You Sweetheart (1932)
- We're Not Dressing (1934)

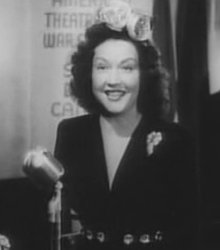
Escena de Stage Door Canteen (1943).

- Kid Millions (El chico millonario) (1934)
- The Big Broadcast of 1936 (1935)
- Strike Me Pink (1936)
- Anything Goes (Todo vale) (1936)
- Happy Landing (1938)
- Alexander's Ragtime Band (1938)
- Straight, Place or Show (1938)
- Stage Door Canteen (1943)
- Call Me Madam (Llámeme señora) (1953)
- There's No Business Like Show Business (Luces de candilejas) (1954)
- El mundo está loco, loco, loco (1963)
- The Art of Love (El arte de amar) (1965)
- Journey Back to Oz (1974) (voz)
- Won Ton Ton, the Dog Who Saved Hollywood (1976)
- Airplane! (1980)

## Televisión

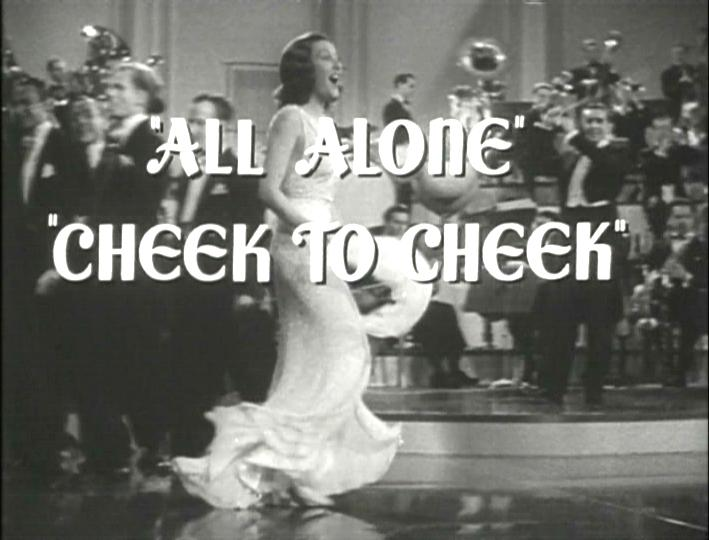
Ethel Merman en Alexander's Ragtime Band (1938).

- The Ford 50th Anniversary Show (1953)
- Panama Hattie (1954)
- Merman On Broadway (1961)
- The Lucy Show, como ella misma (1963)
- Maggie Brown (1963) (piloto no vendido)
- An Evening with Ethel Merman (1965)
- Annie Get Your Gun (1967)
- Tarzan and the Mountains of the Moon (1967)
- Batman, "The Sport of Penguins", como Lola Lasagne (1967)
- That Girl, dos episodios, como ella misma (1967-1968)
- 'S Wonderful, 'S Marvelous, 'S Gershwin (1972)
- Ed Sullivan's Broadway (1973)
- The Muppet Show (1976)
- Match Game PM (1976), (1978)
- You're Gonna Love It Here (1977) (piloto no vendido)
- A Salute to American Imagination (1978)
- A Special Sesame Street Christmas (1978)
- Rudolph and Frosty's Christmas in July (1979) (voz)
- The Love Boat, cinco episodios, (1979-1982)
- Night of 100 Stars (1982)